# Agustín Pagola Gómez
Agustín Pagola Gómez, ros. Агустин Пагола Гомес (ur. 18 listopada 1922 w Errenterii, zm. 16 listopada 1975 w Moskwie) – rosyjski piłkarz pochodzenia hiszpańskiego, grający na pozycji obrońcy, reprezentant ZSRR, trener piłkarski.

## Kariera piłkarska

### Kariera klubowa
Bask z urodzenia. W 1937 roku był kapitanem juniorskiej reprezentacji Kraju Basków, która rozegrała kilka spotkań z zespołami juniorskimi Moskwy. Po wybuchu wojny domowej w Hiszpanii, wraz z rówieśnikami, dziećmi wielu hiszpańskich republikanów, przyjechał do Związku Radzieckiego. Po przyjeździe do Moskwy, na swoją drugą ojczyznę, grał w zespole Domu Młodzieży Hiszpańskiej, studiował i uzyskał zawód. W 1940 rozpoczął karierę piłkarską w drużynie fabryki "Krasnaja Roza" w Moskwie. W 1944 został piłkarzem Krylji Sowietow Moskwa, skąd w 1947 przeszedł do Torpeda Moskwa. Również był oddelegowany do Szachtar Donieck podczas ich tournée po Bułgarii i Rumunii w 1951 roku. W latach 1951–1953 pełnił funkcję kapitana Torpeda. W 1954 zakończył swoją karierę piłkarską.

### Kariera reprezentacyjna
W 1952 był powołany do reprezentacji Związku Radzieckiego na Igrzyska Olimpijskie w Helsinkach, ale nie zagrał żadnego meczu.

## Kariera trenerska
W 1956 roku powrócił do Hiszpanii. Trenował juniorską reprezentację prowincji Guipúzcoa i juniorski zespół Tolos (Hiszpania) (1957–1961). Był członkiem Komunistycznej Partii Hiszpanii i uczestniczył w działalności konspiracyjnej. Później mieszkał i pracował pod innym nazwiskiem w niektórych krajach, np. w Wenezueli. Zmarł 16 listopada 1975 w Moskwie na nieuleczalną chorobę. Został pochowany na Cmentarzu Dońskim.

## Sukcesy i odznaczenia

### Sukcesy klubowe
- brązowy medalista Mistrzostw ZSRR: 1953
- zdobywca Pucharu ZSRR: 1949, 1952
- finalista Pucharu ZSRR: 1947

### Sukcesy reprezentacyjne
- uczestnik Igrzysk Olimpijskich: 1952

### Sukcesy indywidualne
- wybrany do listy 33 najlepszych piłkarzy ZSRR: Nr 1 (1952), Nr 2 (1948, 1951), Nr 3 (1949, 1950)

### Odznaczenia
- tytuł Mistrza Sportu ZSRR
- tytuł Zasłużonego Mistrza Sportu ZSRR: 1952